# Pierre Gustave Toutant Beauregard
Pierre Gustave Toutant Beauregard (28 tháng 5 năm 1818 – 20 tháng 2 năm 1893), là người vùng Louisiana, đại tướng của quân đội Hoa Kỳ, trong Nội chiến Hoa Kỳ là chỉ huy quân đội của Liên minh miền Nam (với biệt hiệu "Napoleon áo xám") . Ông còn là nhà văn, chính khách Hoa Kỳ và nhà sáng tạo.
Beauregard là người khởi đầu cuộc Nội chiến Hoa Kỳ khi ông đem quân đến tấn công đồn Sumter của Liên bang miền Bắc ngày 12 tháng 4 năm 1861. Ba tháng sau, ông chiến thắng trong trận Bull Run thứ nhất tại Manassas, Virginia.
Beauregard chỉ huy nhiều đơn vị quân sự trên Mặt trận miền Tây, tham chiến trận Shiloh (Tennessee), cuộc bao vây Corinth (bắc Mississippi). Nhưng công trạng lớn nhất của ông là phòng thủ thủ phủ Richmond của chính phủ miền Nam vào tháng 6 năm 1864 khi quân miền Bắc kéo lực lượng hùng hậu đến đánh. Vì xích mích cá nhân với cấp trên (đặc biệt là tổng thống miền Nam Jefferson Davis), Beauregard không tham gia nhiều vào tham mưu chiến lược của quân Liên minh miền Nam.
Tuy tên đầy đủ của ông là Pierre Gustave Toutant Beauregard, Beauregard thường chỉ ký tên gọn là G.T. Beauregard.